# Karaşeyh, Felahiye
Karaşeyh là một xã thuộc huyện Felahiye, tỉnh Kayseri, Thổ Nhĩ Kỳ. Dân số thời điểm năm 2008 là 222 người.